# 2008 au Sri Lanka
2007 au Sri Lanka - 2008 à Sri Lanka - 2009 au Sri Lanka - 2010 au Sri Lanka - 2011 au Sri Lanka
2007 par pays en Asie - 2008 par pays en Asie - 2009 par pays en Asie - 2010 par pays en Asie - 2011 par pays en Asie

## Évènements

### Janvier 2008
- Mardi 1er janvier 2008 : assassinat de Thiyagarajah Maheswaran, député UNP tamoul et ancien ministre des Affaires religieuses et culturelles hindoues.
- 2 janvier 2008 : Le ministre de la construction sri-lankais, D. M. Dassanayake, est mort des suites de ses blessures, mardi, après avoir été la cible d'un attentat à la bombe contre son véhicule. Colombo a indiqué qu'elle mettra fin le 16 janvier au cessez-le-feu avec les Tigres tamouls, conclu en 2002 sous l'égide de la Norvège[1].
- 16 janvier 2008 :
  - le gouvernement sri lankais met fin au cessez-le-feu avec le LTTE conclu en février 2002[2].
  - deux attentats à la bombe à Buttala font 32 morts et 62 blessés[3].

### Février 2008
- 3 février 2008 : Au moins douze personnes ont été tuées et plus d'une centaine blessées dans un attentat-suicide à la gare de Colombo[4].
- Mercredi 13 février 2008 : le Comité international de la Croix-Rouge, dénonce un accroissement des violences avec plus de 180 civils tués depuis le début de l'année dont de nombreux enfants.

### Mars 2008
- Mardi 11 mars 2008 : des affrontements entre l'armée et les séparatistes tamouls causent la mort d'au moins trente rebelles et cinq militaires.
- 12 mars 2008 : Plus de 50 000 personnes ont été touchées par les inondations qui ont eu lieu depuis le 12 mars, à Mannar, un district du nord-ouest du Sri Lanka. Les pluies torrentielles ont touché 173 909 personnes dans neuf districts du pays, dont 120 000 dans le district de Batticaloa (est)[5].

### Avril 2008
- Mercredi 2 avril 2008 : 45 morts dans de nouveaux affrontements entre les rebelles tamouls et l'armée.

- Samedi 5 avril 2008 : le ministre des Transports routiers, Jeyaraj Fernandopulle et onze autres personnes meurent dans un attentat-suicide. Une centaine d'autres personnes sont blessées. Des athlètes de renom figurent au nombre des victimes.

- Mercredi 23 avril 2008 : une offensive de l'armée contre les rebelles tamouls de la péninsule de Jaffina aurait causé la mort d'au moins 128 personnes dont 38 soldats et 90 insurgés. Il s'agit des combats les plus meurtriers depuis les dix-huit derniers mois.

### Mai 2008
- Vendredi 16 mai 2008 : un attentat-suicide réalisé par un kamikaze qui s'est jeté avec sa moto contre un autobus de la police fait dix morts et une centaine de blessés. L'attentat a eu lieu à quelques centaines de mètres du quartier général de l'armée et des bureaux de la présidence. Le gouvernement accuse les Tigres de libération de l'Eelam tamoul (LTTE) qui ont dernièrement perdu leur bastion de la côte est.

### Juin 2008
- Vendredi 6 juin 2008 : deux attentats contre des bus ont fait 22 morts et 70 blessés, à Colombo (20 morts) et à Polgolla (2 morts).

- Lundi 17 juin 2008 : à Vavuniya dans le nord du pays, un kamikaze à vélomoteur, fait exploser son engin bourré d'explosifs, tuant plus de douze policiers et blessant une quarantaine d'autres personnes.

- Mardi 24 juin 2008 : combats dans le nord du pays entre les séparatistes et l'armée, causant la mort de 69 rebelles et de 2 soldats.

### Novembre 2008
- 27 novembre 2008 : Un ingénieur du bâtiment travaillant pour le Norwegian Refugee Council, M. A. Vigneswaran, a été tué par arme à feu par un tireur non-identifié dans le district de Batticaloa, dans l'est de l'île[6].

### Décembre 2008
- Mardi 16 décembre 2008 : violents combats dans le nord du pays, causant la mort de 120 rebelles tamouls et de 25 soldats.

- Dimanche 21 décembre 2008 : Violents combats lors de la contre-offensive des rebelles des Tigres de libération de l'Eelam tamoul (LTTE), contre les forces gouvernementales qui assiègent leur « capitale » politique Kilinochchi et qui viennent de prendre le contrôle de la petite ville de Nedunkerni dans le district de Vavuniya au sud de Kilinochi. Selon le ministère de la Défense, la guérilla aurait subi « de lourdes pertes » et les troupes gouvernementales compteraient 13 morts et 40 blessés. Les rebelles affirment avoir tué 60 soldats lors de leur contre-offensive.

- Lundi 22 décembre 2008 : de nouveaux violents combats ont eu lieu dans le nord du pays qui ont fait 56 morts et 90 blessés parmi les rebelles tamouls et 10 morts et 40 blessés parmi les soldats gouvernementaux. L'armée de terre a été épaulée par des bombardements aériens.

- Samedi 27 décembre 2008 : l'armée sri-lankaise annonce avoir fait tomber, sur le front est, la ville de Mulliawalai, ouvrant la route du dernier port contrôlé par les rebelles tamouls, Mullaitivu.

- Dimanche 28 décembre 2008 : la marine sri-lankaise annonce avoir coulé, au large des côtes, un navire transportant des armes et des rebelles.

- Mercredi 31 décembre 2008 : l'armée sri-lankaise estime qu'elle n'a jamais été aussi proche, depuis trente ans, de la victoire face aux rebelles séparatistes tamouls. Les Tigres, qui ont longtemps contrôlé le nord et l'est de l'île, ne tiennent plus que quelques poches de résistance. C'est le résultat d'une stratégie purement militaire soutenue par l'actuel président du pays, Mahinda Rajapakse, élu en novembre 2005. Le chef politique du mouvement, Balasingham Nadesan, a indiqué à l'agence Associated Press que les Tigres « avaient fait des replis stratégiques afin de sauver des vies et de réunir leurs forces ». Les troupes ne seraient, aujourd'hui, qu'à « 5 kilomètres » de Kilinochchi, ville symbole de l'insurrection tamoule[7].